# Acesta butonensis
Acesta butonensis is een tweekleppigensoort uit de familie van de Limidae. De wetenschappelijke naam van de soort is voor het eerst geldig gepubliceerd in 1913 door Bartsch.